# Леонтий, Теофил
Теофил Леонтий (укр. Теофіль Леонтій; годы рождения и смерти — неизвестны) — политик, государственный и общественный деятель украинской диаспоры в США. Премьер-министр Украинской народной республики в изгнании (1974—1980).
В конце 1960—1970-х годах — член правительства УНР в изгнании, с июня 1969 года — руководитель отдела внутренних дел.
В июне 1974 года стал премьер-министром правительства Украинской Народной Республики в изгнании. Исполнял премьерские полномочия до 1980 года.
В 1979 году подписал соглашение о сотрудничестве с эмигрантским правительством Польши.